# حملة وزيرستان (1921–1924)

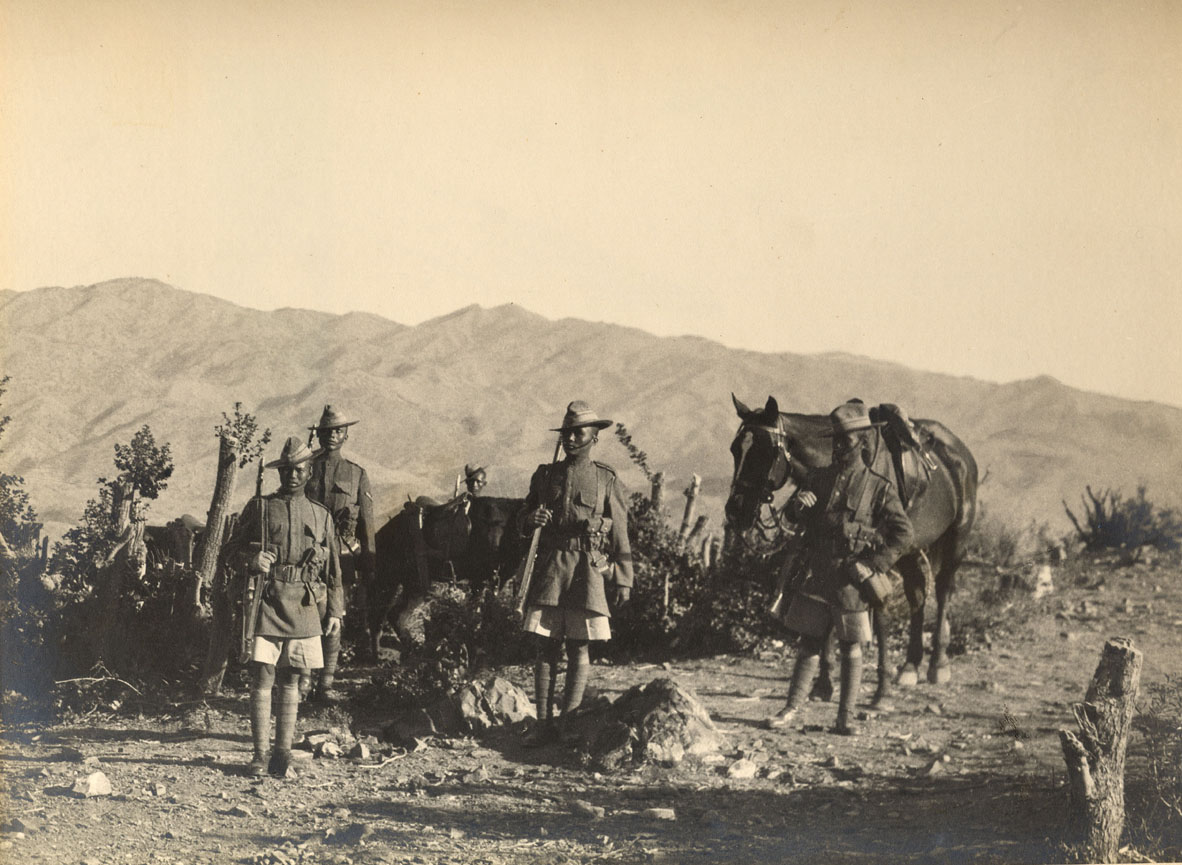
بنادق الجورخا الملكية الخامسة في وزيرستان عام 1923.

حملة وزيرستان كانت جهودًا لبناء الطرق وحملة عسكرية نفذتها القوات البريطانية والهندية في الفترة من 21 ديسمبر 1921 إلى 31 مارس 1924 في وزيرستان (فيما يعرف الآن بباكستان). كانت هذه العمليات جزءً من السياسة الجديدة إلى الأمام، التي سعت إلى الحد من الانتفاضات والغارات القبلية في المناطق المستقرة والقضاء عليها في النهاية من خلال نشر القوات النظامية داخل وزيرستان، والتي ستكون بعد ذلك قادرة على الرد السريع على التمردات الوزيرية. حاولت القبائل المتمردة مضايقة القوات البريطانية، لكنها لم تنجح في وقف جهود بناء الطرق البريطانية. قدم هيو بيتي وصفًا تفصيليًا للصراع في الفصل السابع من كتاب الإمبراطورية والقبيلة في منطقة الحدود الأفغانية: العرف والصراع والاستراتيجية البريطانية في وزيرستان حتى عام 1947.